# آندره استراپه
آندره استراپه (به فرانسوی: André Strappe) بازیکن فوتبال و هافبک اهل فرانسه است که از سال ۱۹۴۹ تا ۱۹۵۴ میلادی عضو تیم ملی فوتبال فرانسه بوده‌است. وی در ۲۳ بازی ملی حضور داشته‌است و در بازی‌های ملی‌اش ۴ گل به ثمر رساند.